# 奇尔卡纳苏尔坦普尔
奇尔卡纳苏尔坦普尔（Chilkana Sultanpur），是印度北方邦Saharanpur县的一个城镇。总人口16110（2001年）。

## 人口
该地2001年总人口16110人，其中男性8594人，女性7516人；0—6岁人口3383人，其中男1797人，女1586人；识字率41.35%，其中男性为47.36%，女性为34.47%。